# Mesochorus miniatus
Mesochorus miniatus är en stekelart som beskrevs av Dasch 1974. Mesochorus miniatus ingår i släktet Mesochorus och familjen brokparasitsteklar. Inga underarter finns listade i Catalogue of Life.